# Вилла Пратолино
Не путать с другой виллой Демидовых: Виллой Сан-Донато
Вилла Пратолино, Вилла Демидофф, Вилла Медичеа ди Пратолино (итал. Villa Demidoff, Villa Medicea di Pratolino) — загородное имение в Италии, Тоскана, в 12 км к северу от Флоренции на Болонской дороге. Построенное по заказу Франческо Медичи. Затем принадлежала Францу I Стефану, Леопольду II Тосканскому, Фердинанду III, русскому посланнику в Тоскане Павлу Демидову, после смерти его дочери — югославскому принц-регенту Павлу, с 1981 года является собственностью города Флоренция.
Здание, построенное в XVI веке итальянскими архитекторами, не сохранилось (снесено в 1821 году). Сохранилась лишь вилла, построенная П. Демидовым, и часть некогда обширного паркового ансамбля с коллекцией скульптур — большая скульптура «Аллегория Апеннин» Джованни Джамболонья, гроты, лабиринт и каскад малых прудов. Вилла с сохранившимися сооружениями: павильонами, гротами, скульптурами и фонтанами, до настоящего времени является выдающимся памятником садово-паркового искусства периода флорентийского маньеризма.

## История

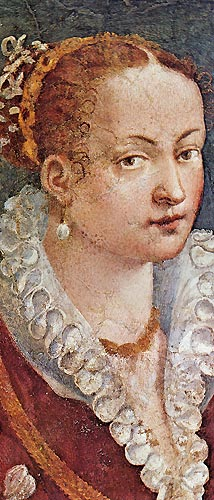
Бьянка Каппелло

### Эпоха Медичи
Вилла была построена в местечке под названием Пратолино герцогом Тосканским Франческо I для своей любовницы, прекрасной венецианки Бьянки Каппелло. Архитектором был Бернардо Буонталенти. Строительство продолжалось с 1569 по 1581 год. В украшении сада участвовали выдающиеся художники: Джамболонья и Бартоломео Амманати.
Самым знаменитым памятником искусства на этой вилле является скульптурный грот, парковый павильон «с секретом» (внутри имеются помещения) работы Джамболоньи — «Аллегория Апеннин» с огромной фигурой (Colosso dell’Appennino), олицетворяющей Апеннинские горы — характерный для искусства маньеризма пример причуды в так называемом «сельском стиле».
После смерти Бьянки вилла осталась в собственности семьи Медичи, так как к этому времени она уже успела выйти замуж за герцога. Последующие годы оказались для произведения ландшафтных архитекторов XVI века неблагоприятными: хотя само здание и фонтаны поддерживались в порядке и технической исправности, сад опустел.

### При Габсбургах
После пресечения линии Медичи в 1737 году вилла в числе прочего имущества династии (включая все герцогство) отошла с собственность Габсбург-Лотарингского дома. В 1739 году её посетил новый владелец Тосканы, император Франц I, и в честь него, вероятно, знаменитый каскад фонтанов был включён в последний раз. Император не проявил интереса к своей собственности, и вилла на 9 лет была сдана в аренду Бернардо Сгрильи (Bernardo Sgrilli). Затем виллу унаследовал следующий герцог Тосканский — император Леопольд II. Он не выделял средств на поддержание виллы, и она постепенно разрушалась. Некоторые из его статуй были сняты для украшения Садов Боболи, в то время как виллу Пратолино оставили в разрухе.
Его сын, новый герцог Тосканский Фердинанд III, обратил внимание на виллу Пратолино, но к этому времени водопровод, снабжавший каскады, из-за плохого ухода прохудился и подмыл фундамент особняка. Богемский инженер Иозеф Фикс (Joseph Fiechs) убедил герцога в бесперспективности попыток реконструкции. В 1821 году здание снесли и начали разбивку нового парка взамен маньеристического, на манер английского пейзажного. В 1824 году в связи со смертью Фердинанда III работы приостановлены.

### Эпоха Демидовых
В 1860 году Павел Павлович Демидов, второй князь Сан-Донато, принадлежавший к ветви Демидовых, прочно обосновавшейся в Италии, купил эту виллу у наследников герцога Леопольда II.

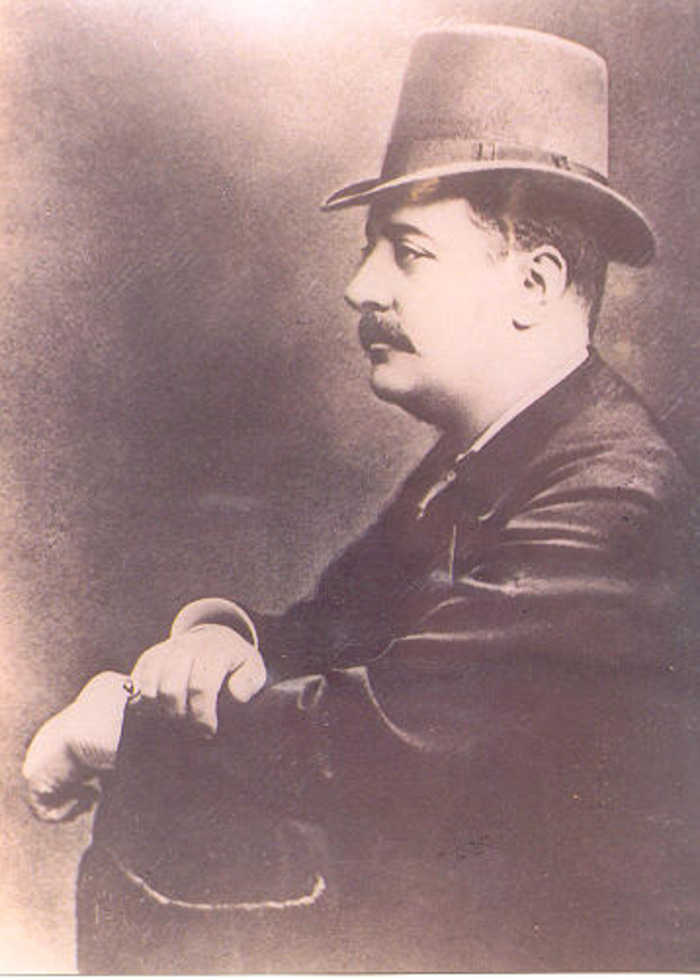
Павел Павлович Демидов

Демидов занялся восстановлением виллы, поселившись в Paggeria — «доме пажей» (бывшем служебном корпусе), который с помощью архитектора Эмилио де Фабриса (итал. Emilio de Fabris) был превращен в достойное обиталище. Основное здание дворца эпохи Медичи восстановлению не подлежало и до наших дней не дошло.
В 1885 году, после смерти Демидова (тело Демидова было перевезено на Урал и захоронено в Нижнем Тагиле), вилла по наследству перешла его супруге Елене Трубецкой, передавшей её в качестве свадебного подарка своей дочери — Марии Павловне Демидовой, вступившей в брак с князем Семеном Семеновичем Абамелек-Лазаревым (ум. 1916 г.).
Княгиня Мария Павловна, последняя из итальянской ветви рода Демидовых прожила на вилле полвека. В 1925 году она получила гражданство Италии. Княгиня заботилась о поддержании виллы: привела в порядок парк, восстановила старинную лестницу у южного фасада, поручила реставрацию статуи Джамболоньи флорентийской Студии поделочных камней.
Во время Второй мировой войны территорию виллы заняли нацисты. Они поселились в здании, выселив владелицу в хозяйственные постройки. Вилла подвергалась бомбежке союзников. Парк служил местом погребения погибших.
Пратолино было во время войны на передней линии. <…> Мой бедный парк очень пострадал от бомбардировок, тысячи деревьев сломаны и повалены, вилла тоже пострадала, стены, которые окружали парк, обрушились. (Из письма Марии Павловны Абамелек-Лазаревой)
В 1955 году княгиня скончалась. Согласно завещанию, имение отошло к племяннику, сыну её сестры Авроры, князю Павлу Карагеоргиевичу (бывшему регенту Югославии), а затем было продано им, вместе со значительной частью демидовской коллекции, в 1969 году на аукционе «Сотбис» Римскому генеральному обществу недвижимости («Сочьета иммобильяре»), которое не проявляло к имению должной заботы. В итоге в 1980 году виллу выкупило государство и устроило там парк-музей.

### Современное состояние
В настоящее время является государственной собственностью — принадлежит провинции Флоренция. В бывшей усадьбе устроен общественный парк-музей с концертно-выставочной деятельностью. Парк открыт для посещения публики с апреля по сентябрь. Каждую субботу в организованном там «Театре Пратолино» устраивается детский спектакль.
В официальных итальянских документах, после того, как в конце XX века по непонятным причинам РФ включила виллу в список имущества, возврат которого она собирается требовать по реституции (хотя имение никогда не было государственной собственностью), вилла больше не именуется Villa Demidoff. С целью избавления её от очевидного «русского духа» она переименована в Вилла Медичеа ди Пратолино (Медичейская вилла в Пратолино), хотя в обиходном языке продолжает использоваться прежнее название.

## Описание виллы в XVI веке

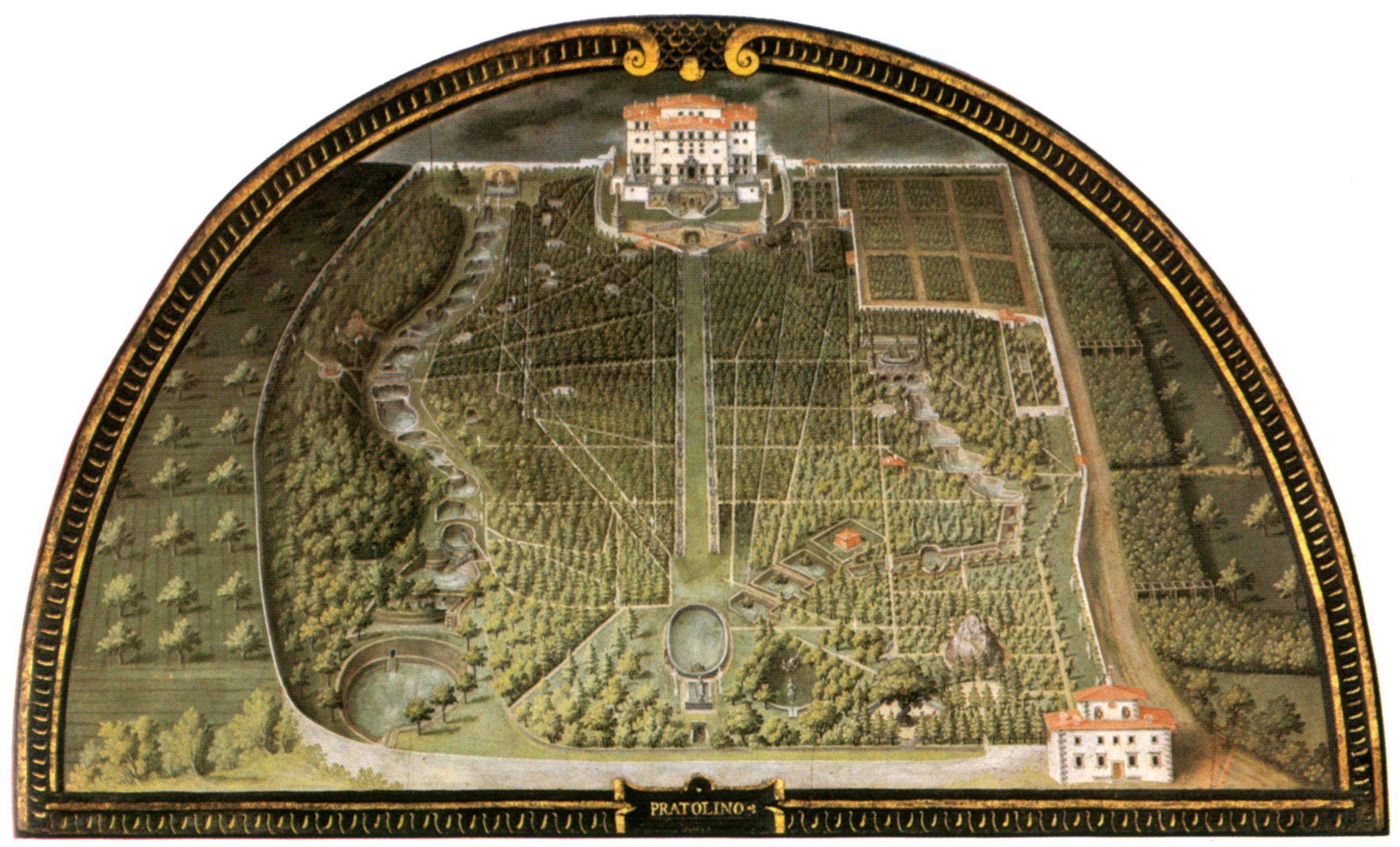
Джусто Утенс. Вилла Пратолино. 1599. Вилла Петрайя, Флоренция

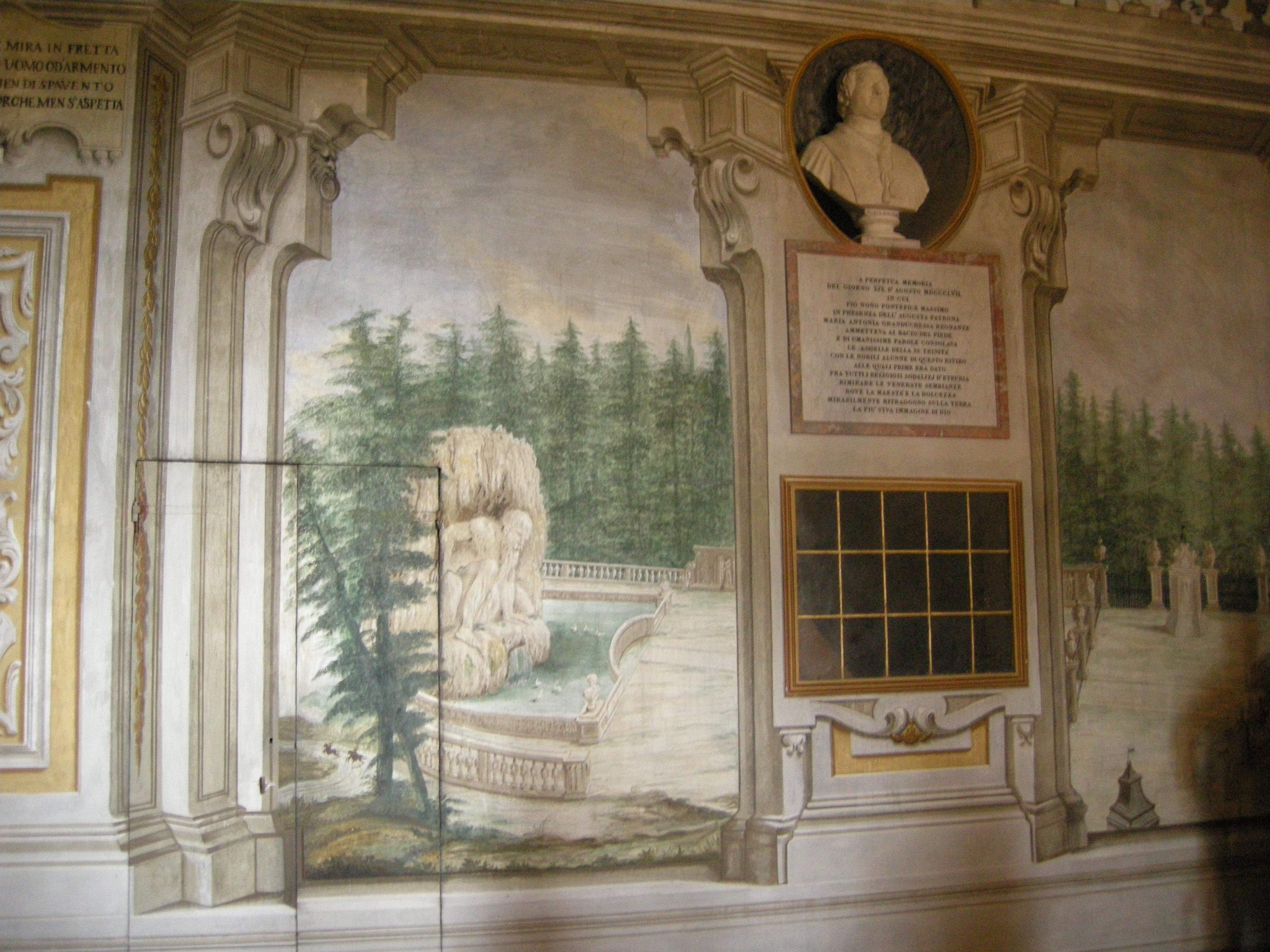
Интерьер виллы

Хотя ансамбль XVI века до наших дней не сохранился, благодаря описаниям и зарисовкам о нём можно составить достаточно точное представление. На картине, входящей в серию изображений различных вилл, принадлежавших семье Медичи, выполненной Джусто Утенсом в люнетте, находящейся в топографическом музее Флоренции, парк изображён по состоянию на 1599 г.
Создатель виллы, Бернардо Буонталенти (1531—1608), был не только архитектором, но также крупнейшим паркостроителем, театральным декоратором, инженером и специалистом позднего Ренессанса и флорентийского маньеризма, что наложило отпечаток на причудливый облик ансамбля и его сооружений. Оригинальные постройки были выполнены в «сельском стиле» с юмором и многочисленными сюрпризами. Скульптурная программа основывалась на «Метаморфозах» Овидия. Постройка роскошного ансамбля обошлась в 782.000 скуди — в два раза дороже, чем возведение Уффици.
Вместе с Буонталенти над парком трудились такие архитекторы-маньеристы, как Джамболонья, Бартоломео Амманати, Валерио Кьоли и Винченцо Данти.
Франческо I, известный своим сложным характером, нашёл на вилле уединение и посвятил себя проектированию и реконструкции каскадов фонтанов, которые описывались как «чудо» (meravigilie). Одним из главных развлечений парка была аллея «Viale degli Zampili», вдоль которой с обеих сторон располагались направленные друг на друга фонтаны, образовывавшие свод своеобразной галереи, отливавшей на солнце всеми цветами радуги и под которой можно было пройти, не замочив одежды. В конце этой аллеи, как следует из записей в дневнике английского путешественника Джона Эвелина, посетившего Пратолино в 1645 г., находилась статуя из белого мрамора, изображавшая прачку, отжимающую бельё. С другой стороны аллеи находился фонтан Юпитера.
В левой части картины Утенса видна цепочка водоёмов, называвшихся «Peschiera della Maschera». Они снабжали водой источник, украшенный бронзовыми статуями сатиров работы Джамболоньи. Множество разнообразных гротов удивляли фантастическими сюрпризами и секретами. В парке был «Грот потопа-грот тритонов», устрашавший громом и молниями, «Грот самаритянки», где каменный слуга держал в готовности воду для охлаждения напитков или мытья рук.
Многие из этих статуй исчезли — были украдены или утеряны. Лишь некоторые из них нашли себе пристанище в других садах, как, например, Сады Боболи, и совсем немногие остались в этом саду, как, например, гигантская статуя Джамболоньи «Аллегория Апеннин».
В 1697 году архитектор Антонио Ферри создал здесь театр, который в короткие сроки стал популярным местом встреч любителей музыки. Здесь бывали известные музыканты: Алессандро и Доменико Скарлатти, Бернардо Пасквини и Георг Фридрих Гендель.

### Сохранившиеся достопримечательности

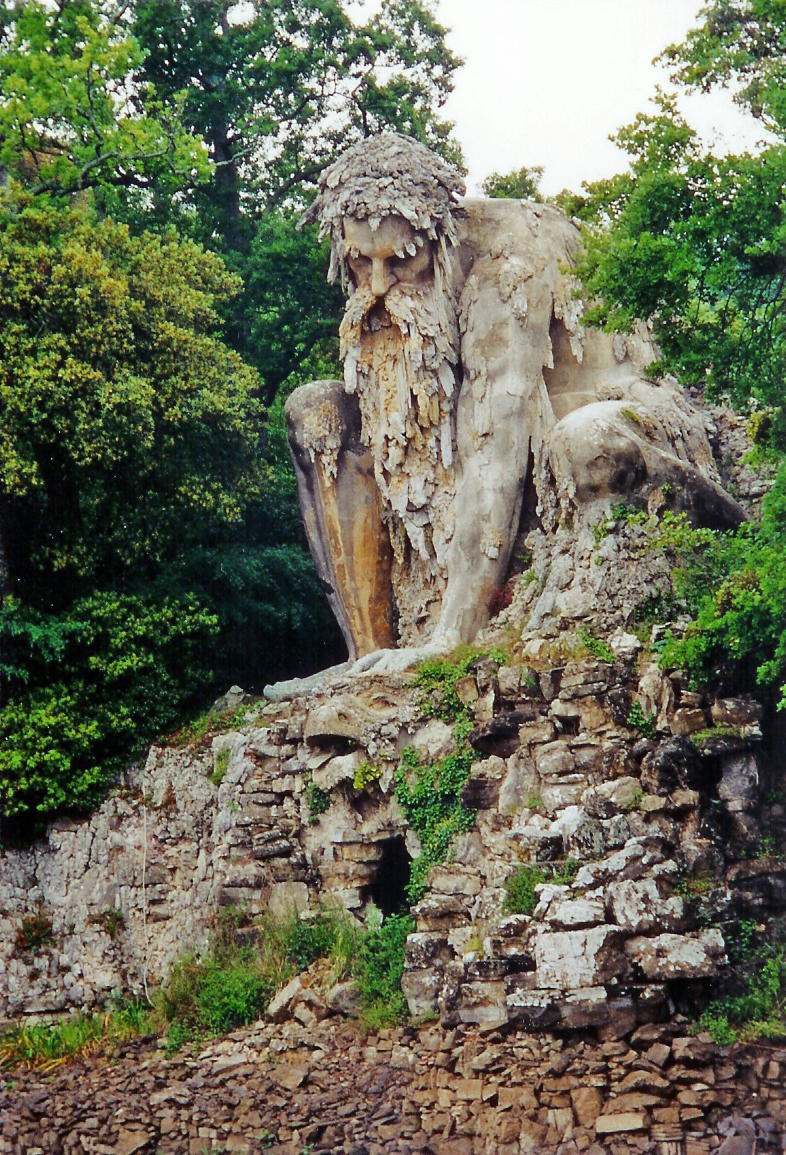
Парковая скульптура: «Аллегория Апеннин» работы Джамболоньи

- «Аллегория Апеннин» (Colosso dell’Appennino), скульптор Джамболонья, 1579—1580. Грот высотой более 10 м, построенный из кирпича и цемента. Внутри имеются три помещения. Колосс сидит на скале, как бы рассматривая своё отражение в воде, и рукой прижимает к земле голову монстра, из пасти которого хлещет фонтан.
- Лестница с фонтаном Пана
- Грот Купидона, архитектор Б. Буонталенти, 1577
- Рыбный пруд Maschera (используется для плавания и приспособлен для горячих ванн)
- Восьмиугольная капелла с 14 колоннами, архитектор Б. Буонталенти, 1580
- Фонтан Юпитера (копия утраченного, поставлена Демидовыми)
- Птичник
- Фазаний домик
- Лоджия Монтили, архитектор Луиджи де Камбре-Диньи, 1820

## В литературе
- Одно из мест действия романа маркиза де Сада «Жюльетта[англ.]». С героиней общается хозяин виллы, герцог тосканский Леопольд.